# Német Wikipédia
A német Wikipédia (németül: Deutschsprachige Wikipedia)  a Wikipédia projekt német nyelvű változata, egy szabadon szerkeszthető internetes enciklopédia, amely 2001. március 16-án indult, s az első szócikk 2001. május 17-én jött létre.
Az egymilliomodik szócikket 2009. december 27-én érte el – ezzel az összes Wikipédia szócikkeinek számát tekintve a második helyen áll, egyúttal a legnagyobb az (angolon kívüli) germán nyelvekhez tartozó Wikipédiák közül. 2019 január 9-én több mint 2 257 232 szócikket tartalmazott. Ezzel a negyedik legnagyobb Wikipédia.
2013-ban körülbelül 1,4 millió regisztrált szerkesztője volt (ebből több mint 24 000 aktív, aki az elmúlt 30 napban szerkesztett), és 290 adminisztrátora.
2025. április 1-jén tért át a megjelenésében a Vector 2022 felületre.

## Mérföldkövek
- 2001. március 16. – indulás
- 2001. május 12. – 1000 szócikk
- 2002. szeptember – 5000 szócikk
- 2003. január 24. – 10 000 szócikk
- 2004. február 8. – 50 000 szócikk
- 2004. június 13. – 100 000 szócikk
- 2006. november 23. – 500 000 szócikk
- 2009. december 27. – 1 000 000 szócikk
- Jelenlegi szócikkek száma: 3 033 834